# Google Наука
Google Наука (на английски: Google Scholar) е специализирана търсачка на научна литература: рецензирани публикации, научни разработки, книги, резюмета и статии от академични издателства, професионални общности, архиви с работни статии, университети и други научни организации.
Функции на Google Наука:
- Търсене в разнообразни източници
- Извеждане на научни статии, резюмета и цитати
- Откриване на пълния текст на научни статии в библиотеки или в мрежата
- Информация за научни статии от ключово значение в много области на научни изследвания

Статиите се класифицират по специфичен за научните изследвания начин. Взима се под внимание пълния текст, автора, изданието, в което е публикувана статията, както и колко често на нея се позовават други научни статии и разработки. Резултатите с най-голямо значение винаги се показват на първа страница.